# 林七镇
林七镇，是中华人民共和国河南省商丘市民权县下辖的一个乡镇级行政单位。2024年11月撤乡设镇。

## 行政区划
林七镇下辖以下地区：
王岗村、金庄村、郭庄寨村、郭庄村、高庄村、李岗村、杨庄村、王各庄村、蔡堂村、前元村、郑庄村、王双楼村、夏庙村、付庄村、王庄村、林西村、安庄村、何庄村、范关庙村、林东村、司庄村、杨堂村和焦庄村。